# The Warrior's Code
The Warrior's Code är det femte studioalbumet av den amerikanska musikgruppen Dropkick Murphys. Albumet släpptes i juni 2005. Albumet The Warrior's Code är Dropkick Murphys sista skiva med skivbolaget Hellcat Records innan de flyttade till sitt eget skivbolag Born & Bred Records.
Låten "Your Spirit's Alive" skrevs för bandets kära vän Greg "Chickenman" Riley, som dog i en motorcykelolycka 2004.[källa behövs] Låten "The Warrior's Code" handlar om boxningslegenden Micky Ward, som kommer från Lowell, Massachusetts.[källa behövs] Låten "Wicked Sensitive Crew" är ett svar till bandets kritiker som hävdar att Dropkick Murphys förhärligar våld och att bandet vill framstå som "tuffa killar".[källa behövs] Låten "The Green Fields of France" är en cover av en låt ursprungligen framförd av Eric Bogle. Texten till "I'm Shipping Up to Boston" kommer från opublicerade texter av Woody Guthrie, bestående av en kort utläggning av en sjöman som söker ett träben i Boston.
Bandet filmade musikvideor för låtarna "Sunshine Highway" och "The Warrior's Code" samt två videos för "I'm Shipping Up till Boston", varav en var för att främja filmen The Departed som också innehöll klipp från filmen. En video för låten "Tessie" filmades också under 2004.

## Låtlista
1. "Your Spirit's Alive" - 2:20
2. "The Warrior's Code" - 2:29
3. "Captain Kelly's Kitchen" - 2:48
4. "The Walking Dead" - 2:07
5. "Sunshine Highway" - 3:22
6. "Wicked Sensitive Crew" - 2:59
7. "The Burden" - 2:55
8. "Citizen CIA" - 1:28
9. "The Green Fields of France" - 4:45
10. "Take It and Run" - 2:44
11. "I'm Shipping Up to Boston" - 2:33
12. "The Auld Triangle" - 2:41
13. "Last Letter Home" - 3:32
14. "Tessie" - 4:15

På den japanska versionen fanns även låten Hate Bomb.